# Xenylla similata
Xenylla similata är en urinsektsart som beskrevs av Denis 1948. Xenylla similata ingår i släktet Xenylla och familjen Hypogastruridae. Inga underarter finns listade i Catalogue of Life.